# غراب گردن‌قهوه‌ای

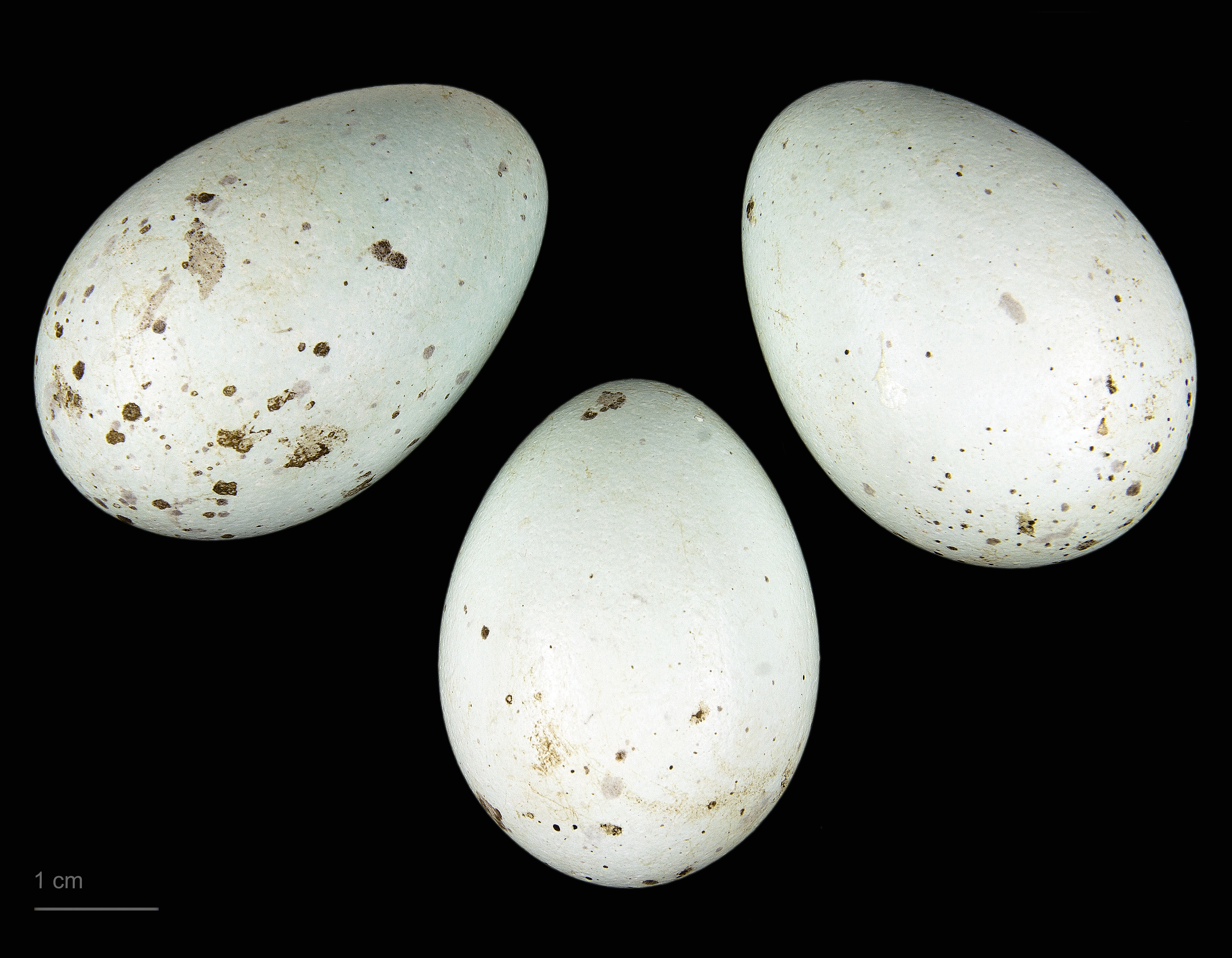
Corvus ruficollis

غراب گردن‌قهوه‌ای با نام علمی Corvus ruficollis پرنده‌ای بزرگ از خانوادهٔ کلاغیان است.

## مشخصات
این پرنده طولی بین ۵۲ تا ۵۶ سانتی‌متر دارد و به غراب معمولی شبیه است، اما در مقایسهٔ با آن جثه‌اش کوچکتر بوده و منقارش نیز کوچکتر می‌باشد. پرهای سر و گردن پرنده به رنگ قهوه‌ای متمایل به سیاه است و نام غراب گردن قهوه‌ای نیز برگرفته از همین مشخصهٔ آن است. بقیهٔ پرها سیاهرنگ بوده و برقی آبی، بنفش یا آبی متمایل به بنفش دارد. با این حال پرهای این گونه از غرابها خیلی زود کمرنگ شده و به رنگ سیاه متمایل به قهوه‌ای در می‌آید و ممکن است پرنده کاملاً قهوه‌ای رنگ به نظر برسد. پاها و منقار نیز سیاهرنگ هستند.
زمانی غراب کوتوله نیز به عنوان یکی از زیرگونه‌های غراب گردن قهوه‌ای به شمار می‌رفت اما امروزه آنرا به کلاغ رنگارنگ (C. albus) شبیه‌تر می‌دانند.
غراب گردن‌قهوه‌ای پرنده‌ای کاملاً نترس است مگر آنکه دنبالش نمایند. با این حال اگر مورد توجه بسیاری قرار گیرد خیلی زود محتاط و ترسو می‌شود.

## زیستگاه
زیستگاه این پرنده منطقهٔ وسیعی از تقریباً تمام شمال آفریقا تا کنیا و شبه‌جزیره عربستان تا خاورمیانه بزرگ و جنوب ایران را در بر می‌گیردو عمدتاً مناطق کویری، واحهها و نخلستانها را شامل می‌شود.

## تغذیه
خوراک پرنده موارد مختلفی را شامل می‌شود از جمله مردار، مار، ملخ، ماهیهای کنار دریا (در مناطق ساحلی)، غلات (با سرقت آنها از کیسه‌هایشان)، خرما و میوههای دیگر.

## آشیان‌سازی و تولید مثل
لانهٔ غراب گردن‌قهوه‌ای شباهت بسیاری به آشیانهٔ غراب معمولی دارد و می‌توان آن را بر روی درختان، صخره‌ها یا در ساختمان‌های قدیمی و مخروبه مشاهده نمود. این غراب‌ها پس از جفتگیری معمولاً بین ۴ تا ۵ تخم گذاشته و به مدت ۲۰ تا ۲۲ روز بر روی آنها می‌نشینند. جوجه‌غراب‌های گردن‌قهوه‌ای معمولاً ۳۷ یا ۳۸ روز پس از آنکه سر از تخم در آوردند می‌توانند از لانه خارج شده و تا ۴۵ روز پس از خروج از تخم می‌توانند به خوبی پرواز نمایند.